# Al Minufiyah
Al Minufiyah (arabisk: المنوفيه ) er et guvernement i den nordlige del af Egypten, med 3.496.380 indbyggere (2010), og et areal på 1.532 km2 . Dens hovedstad er Shibin al Kawm; andre større byer er Ashmun og Minuf. Det ligger i den vestlige del af Nildeltaet, og grænser mod nord til guvernementet Al Gharbiyah, mod øst til Al Qalyubiyya, mod syd til Al Jizah og mod vest til Al Buhayrah .

## Kendte indbyggere
Minufiyah er fødested for to egyptiske præsidenter: Anwar Sadat (1918-1981, født i in Mit Abu al-Kum) og Hosni Mubarak (1928- , født i Kafr-El Meselha).

## Eksterne kilder og henvisninger
1. ↑  Areal og befolkning

- Wikimedia Commons har flere filer relateret til Al Minufiyah

30°35′N 31°10′Ø / 30.583°N 31.167°Ø